# Cheonggyesan (métro de Séoul)
Cheonggyesan (hangeul : 청계산입구 ; hanja : 淸溪山入口) est une station de passage de la ligne Sin Bundang du métro de Séoul. Elle est située au 179 Cheonggyesan-ro, quartier Sinwon-dong de l'arrondissement Seocho-gu sur le territioire de la ville Séoul, en Corée du Sud.
Ouverte en 2011, elle est desservie par les rames omnibus et express qui circulent sur la ligne Sin Bundan.

## Situation sur le réseau

Plan du réseau (2023)

La station souterraine Cheonggyesan est une station de passage de la ligne Sin Bundang du métro de Séoul : elle est située entre la station Yangjae Citizen's Forest, en direction du terminus nord Sinsa, et la station Pangyo en direction du terminus sud Gwanggyo..

## Histoire
La station Cheonggyesan est mise en service le 28 octobre 2011, lors de l'ouverture à l'exploitation, des 17,3 km de la section de Gangnam à Jeongja,.

## Services aux voyageurs

### Accès et accueil
Établie au 179, Cheonggyesan-ro, dans l'arrondissement Seocho-gu, la station dispose de deux bouches, numérotées de 1 à 2. La station est située au deuxième sous-sol. Pour les échanges entre la surface est les deux sous-sol elle est équipée d'escaliers, d'escaliers mécaniques et d'ascenseurs. La billetterie dispose d'automates notamment pour les titres de transport et la recharge des cartes.

### Desserte
Yangjae Citizen's Forest, est une station de la ligne 3, avec deux quais latéraux équipés de portes palières.

### Intermodalité
Des arrêts de bus sont situés à proximité des bouches du métro.